# Centrale hydroélectrique de Gabčíkovo
La centrale hydroélectrique de Gabčíkovo est une centrale construite sur le fleuve Danube en Slovaquie,. C’est la principale centrale hydroélectrique de Slovaquie avec 11 % de la production hydroélectrique du pays.